# Кайова-апачи
Кайо́ва-апа́чи, равни́нные апа́чи, гата́ки — небольшое индейское атабаско-язычное племя Великих Равнин. Сами себя кайова-апачи называли наишан-дена — наш народ, а по другому источнику их самоназвание Nadi isha Dena означает главные люди.

## История
Одна из групп индейцев народа апачей, обособленно кочевавшая на Великих равнинах вдоль среднего течения реки Норт-Платт, ближе к концу XVIII - в начале XIX веков оказалась плотно связанной в политическом и культурном отношении с народом кайова. Кайова-апачи говорили на своём языке, но в остальных вопросах постепенно стали неотличимы от других общин племени, принявшем их под своё покровительство.
Льюис и Кларк, путешествующие в 1805 году в сторону Тихоокеанского побережья, задокументировали, что группа кайова-апачи занимают территорию в районе Блэк-Хилс совместно с другими группами кайова. Немного позднее кайова-апачи мигрировали в составе племени кайова на юг, в западную часть современной Оклахомы. Уже с этого времени кайова-апачи выступали как верные союзники кайова, совместно с ними принимали участие в непродолжительной, но кровопролитной войне с команчами, а позднее даже участвовали в набегах на своих сородичей - апачей хикарилья, традиционно враждебных племени кайова.
В 1837 кайова-апачи подписали свой первый договор с правительством США, причем в качестве отдельного от остальных общин кайова, племени. Но уже в 1867 году группа кайова-апачей были административно объединены с кайова и поселены в общую с ними (и команчами) резервацию в Оклахоме.

## Численность
Численность племени никогда не превышала 600 человек. В 1805 году Льюис и Кларк определили численность кайова-апачей в 300 человек. В 1850 году их насчитывалось 300—400 человек, в 1854 г. — 320 чел., в 1862 и 1865 г. — 500 чел., в 1870 г. — 300 чел., в 1888 г. — 325 чел. В 1892 племя перенесло эпидемии кори и лихорадки, и его численность упала до 241 чел. В 1896 г. их было 208 чел., а в 1905 году кайова-апачей оставалось 155 человек. После этого их численность стала расти: 184 чел. (1930), 400 чел. (1950), приблизительно 1 тыс. чел. (1957), из них чистокровных 100-150 чел., 1536 чел. (1995), 1854 чел. (2001), 1860 чел. (2005), 2310 чел. (2010).